# Kastell Teregova
Kastell Teregova (antiker Name Ad Pannonios) war ein römisches Hilfstruppenlager auf dem Gemeindegebiet von Teregova, Kreis Caraș-Severin, in der rumänischen Region Banat. Gemeinsam mit insgesamt 277 Stätten des Dakischen Limes wurde das Kastell Teregova 2024 zum UNESCO-Weltkulturerbe erhoben.

## Lage
Im heutigen Siedlungsbild befindet sich das Bodendenkmal rund zweieinhalb Kilometer nordöstlich des Dorfes Teregova in der Flur „Cetate“, unmittelbar an der Nationalstraße 6, die den südwestlichen Kastellbereich teilweise überschnitten und zerstört hat. In den übrigen Bereichen sind die Spuren des Kastells noch im Gelände sichtbar.
Topographisch liegt es auf einer Niederterrasse des Baches Hideg in den Fluss Timis. In antiker Zeit oblag seiner Besatzung die Überwachung des Verkehrs auf der strategisch bedeutsamen Limesstraße von Dierna nach Tibiscum.